# Michelangelo Anselmi

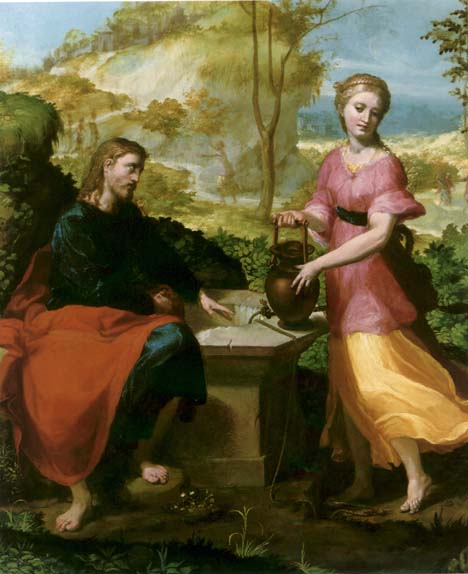
Michelangelo Anselmi, Christus und die Samariterin am Brunnen, Peoria (Ill.), Lakeview Museum of Arts and Sciences

Michelangelo Anselmi, auch Michelangelo da Lucca, Michelangelo da Siena und lo Scalabrino, (* um 1491 / 92 wahrscheinlich in Lucca; † zwischen 1554 und 1556 in Parma) war ein italienischer Maler und Freskant.

## Leben und Werk
Michelangelo Anselmi war der Sohn des Antonio Anselmi. Gegen 1500 zog die Familie nach Siena, wo Anselmi bei Sodoma und Bartolomeo Neroni die Kunst der Malerei erlernte. 1511 wird er dort erstmals als Maler dokumentiert. Seine frühen Werke zeigen starke Einflüsse durch Domenico Beccafumi und Baldassare Peruzzi. Gegen 1515 siedelte er nach Parma über, wo er 1520 als hochgeschätzter Maler von Fresken und Altarbildern erwähnt wird. Hier gerät er unter den Bann der Kunst von Antonio da Correggio, mit dem er zusammen im Dom arbeitete.
Nachdem die Bruderschaft der neuerbauten Parmaer Kirche Santa Maria della Steccata dem eigentlich beauftragten Parmigianino nach mehreren Jahren Verzögerung den Auftrag der Ausmalung der Apsis entzog und Giulio Romano diesen Auftrag wegen seiner Schwierigkeit nicht übernehmen wollte, wurde Michelangelo Anselmi dafür verpflichtet, der dies 1541 auch ausführte.
1538 war Michelangelo erstmals nach Venedig gereist, 1542 war er in Mantua und 1544 wieder in Siena zu finden. 1546 folgte ein weiterer Aufenthalt in Venedig, bevor er 1547 wieder nach Parma zurückkehrte, wo er weitere bedeutende Aufträge ausführte und über Giulio Romano auch mit der Kunst Raffaels und dem beginnenden Manierismus in Kontakt kam.
Michelangelo Anselmi gilt als einer der bedeutendsten Nachfolger von Correggio, der dessen Stil auf harmonische Weise mit dem seiner sienesischen Vorbilder zu verschmelzen verstand. Seine Bilder zeichnen sich durch einen soliden Aufbau mit warmen und leuchtenden Farben aus.

## Werke
- Busseto, San Bartolomeo
  - Verschiedene Fresken. 1538
- Mailand, Pinacoteca di Brera
  - Die Heiligen Hieronymus und Katharina.
- Modena, Galleria Estense
  - Die Heilige familie mit zwei Heiligen.
- München, Alte Pinakothek
  - Maria mit dem Kinde in der Glorie und zwei Heiligen. (wird manchmal auch Andrea Sabatini zugeschrieben)
- Neapel, Museo di Capodimonte
  - Die Heiligen Klara und Antonius.
  - Maria mit dem Kinde.
  - Die Heilige Familie.
  - Maria mit dem Kinde und zwei Heiligen.
  - Doppelbildnis des Bernardi da Castelbolognese mit einem Schneider. (wird manchmal auch Girolamo Bedoli zugeschrieben)
- Paris, Musée National du Louvre
  - Maria mit dem Kinde und zwei Heiligen.
- Parma, Duomo
  - Maria mit dem Kinde und vier Heiligen.
- Parma, Galleria Nazionale
  - Der heilige Petrus Martyr.
  - Maria mit dem Kinde.
  - Maria mit dem Kinde und vier Heiligen.
- Parma, Madonna della Steccata
  - Ausmalung Apsis Chor und Apsis rechtes Querschiff.
- Parma, Oratorio della Concezione
  - Ausmalung Kuppel und Pedentifs. (zusammen mit G. F. Rondani)
- Parma, Palazzo Calatta
  - Ausmalung der Decke.
- Parma, San Giovanni Evangeliste
  - Diverse Fresken. um 1522/23
  - Kreuztragender Christus.
  - Der heilige Sebastian. (zugeschrieben)
  - Der heilige Johannes der Täufer. (zugeschrieben)
- Peoria (Illinois), Lakeview Museum of Arts and Sciences
  - Christus und die Samariterin am Brunnen.
- Siena, Chiesa di Fontegiusta
  - Die Heimsuchung. (Fresko – wird jetzt überwiegend dem Bartolomeo Neroni zugeschrieben)
- Siena, Pinacoteca Nazionale
  - Die Heilige Familie. (wird jetzt überwiegend dem Bartolomeo Neroni zugeschrieben)
- Soragna, San Giovanni Battista
  - Maria mit dem Kinde und zwei Heiligen.
- Tizzano, San Michele Arcangelo
  - Maria mit dem Kinde und drei Heiligen.
- Washington, National Gallery of Art
  - Apollo und Marsyas.
- Verbleib unbekannt
  - Die Heilige Familie mit der heiligen Elisabet. (zugeschrieben – ehemals in einer Privatsammlung in Mantua)